# 東昌邦匡志
東昌邦 匡志（とうしょうほう ただし、1965年3月25日 - ）は、神奈川県横浜市中区出身で大鳴戸部屋に所属した元力士。本名は近藤 昌邦（こんどう まさくに）、現役時の身長182cm、体重129kg。最高位は東幕下5枚目（1992年1月）。

## 経歴
1980年春場所で初土俵、1983年名古屋場所では幕下に昇進した。若高鉄浩司等と切磋琢磨し稽古に励み幕下上位に定着して、ホープの一人に上げられたが、3連勝4連敗をするなど壁を破れなかった。兄弟子の若高鉄が維新力と四股名を改め関取になり、そして引退してからしばらく現役を続けたが、1993年夏場所を全休してその場所限りで引退。読み方は異なるものの四股名に本名の下の名を入れているのは、当時としては非常に稀であった。

## 成績
番付在位80場所の通算成績は290勝256敗7休

## 改名歴
- 近藤 昌邦　1980年春場所～同年秋場所、1991年名古屋場所～1993年夏場所
- 東昌邦 匡志　1980年九州場所～1986年夏場所、1987年名古屋場所～1991年夏場所
- 高津山 昌邦　1986年名古屋場所～1987年夏場所

## その他
1985年初場所13日目及び1992年初場所千秋楽で十両の土俵に上がり、前者は若筑波茂と、後者は芳昇幸司とそれぞれ対戦したが、いずれも黒星を喫した。。